# Iźwola
Iźwola – przysiółek wsi Świślina w Polsce, położony w województwie świętokrzyskim, w powiecie starachowickim, w gminie Pawłów, około 700 m na południowy wschód od Świśliny.
W latach 1975–1998 przysiółek administracyjnie należał do województwa kieleckiego.